# Neuilly-sur-Marne
Neuilly-sur-Marne er en kommune i de østlige forstæder til Paris, Frankrig med 32.875 indbyggere. Kommunen har et areal på 6,86 km² 
- Wikimedia Commons har flere filer relateret til Neuilly-sur-Marne

48°51′28″N 2°31′52″Ø / 48.8578°N 2.5311°Ø